# Ryan Kiera Armstrong
Ryan Kiera Armstrong (Nova Iorque, 10 de março de 2010) é uma atriz americana. Ela é mais conhecida por interpretar Minnie May Barry em Anne with an E e Alma Gardner em American Horror Story: Double Feature.

## Filmografia

### Cinema
| Ano  | Título                        | Papel                  | Notas          |
| ---- | ----------------------------- | ---------------------- | -------------- |
| 2018 | Benson                        | Violet                 | Curta-metragem |
| 2019 | Athaliah                      | Athaliah               | Curta-metragem |
| 2019 | The Art of Racing in the Rain | Zoë Swift              |                |
| 2019 | It Chapter Two                | Victoria Fuller        |                |
| 2020 | The Glorias                   | Gloria Steinem criança |                |
| 2020 | Wish Upon A Unicorn           | Mia Dindal             |                |
| 2021 | Black Widow                   | Antonia Dreykov jovem  |                |
| 2021 | The Tomorrow War              | Muri Forester jovem    |                |
| 2021 | The One                       | Charlie                | Curta-metragem |
| 2022 | Firestarter                   | Charlie McGee          |                |
| 2022 | Wildflower                    | Bea Johnson jovem      |                |
| 2023 | The Old Way                   | Brooke Briggs          |                |
| 2024 | She Came Back                 | Sophie Talbot          |                |

### Televisão
| Ano       | Título                                   | Papel                | Notas        |
| --------- | ---------------------------------------- | -------------------- | ------------ |
| 2017-2019 | Anne with an E                           | Minnie May Barry     | 16 episódios |
| 2018      | The Truth About the Harry Quebert Affair | Nola Kellergan jovem | 3 episódios  |
| 2021      | American Horror Story: Double Feature    | Alma Gardner         | 6 episódios  |
| 2024-2025 | Star Wars: Skeleton Crew                 | Fern                 | 8 episódios  |
| 2025      | Stick                                    | Angela               | 2 episódios  |
| 2025      | The Lowdown                              | Francis              |              |
| 2026      | Buffy the Vampire Slayer                 |                      |              |